# Jean de Brouwer
Jean de Brouwer (Brugge, 18 januari 1872 - Brugge, 4 januari 1951) was een Belgisch industrieel en mecenas.

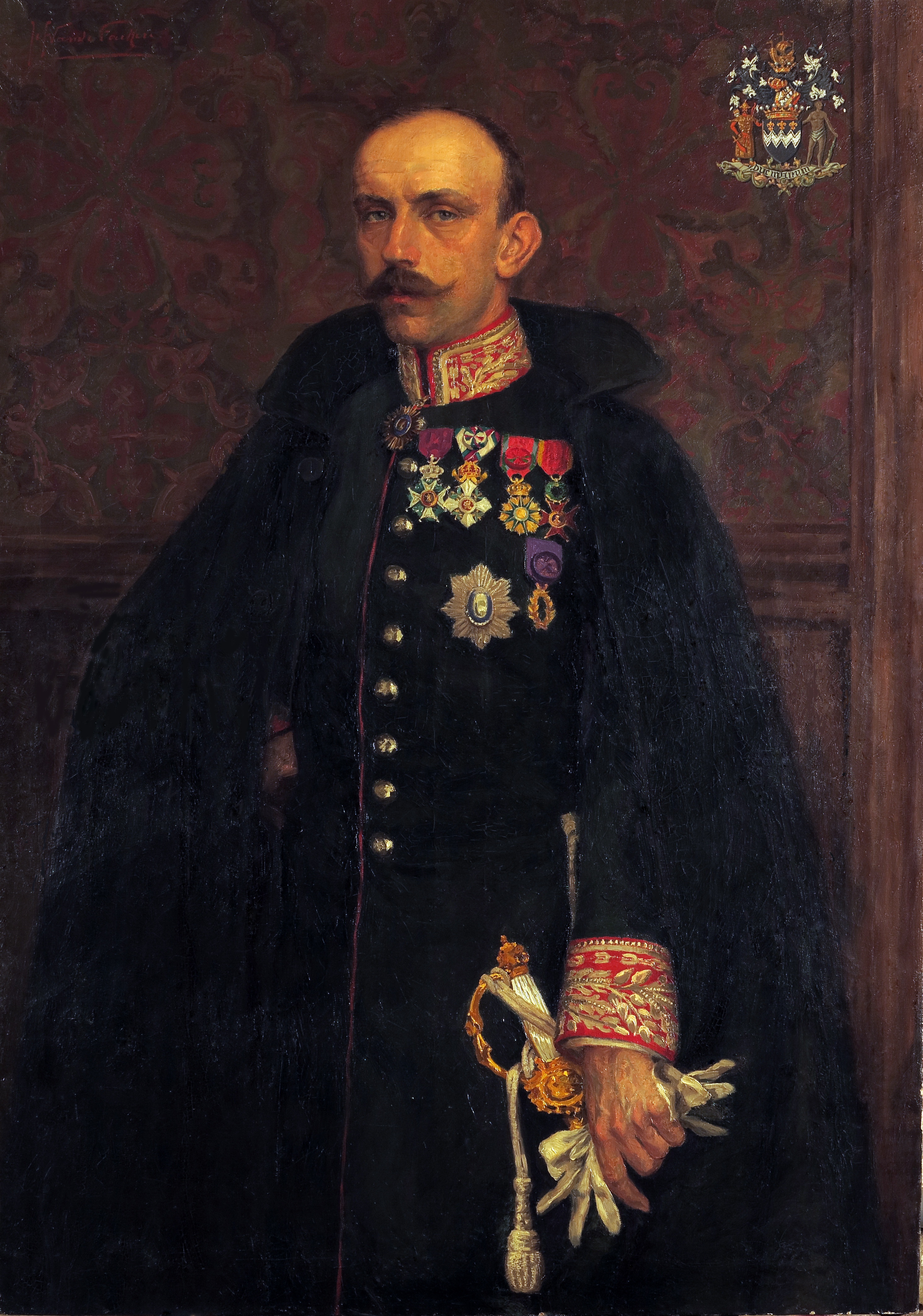
Jean de Brouwer

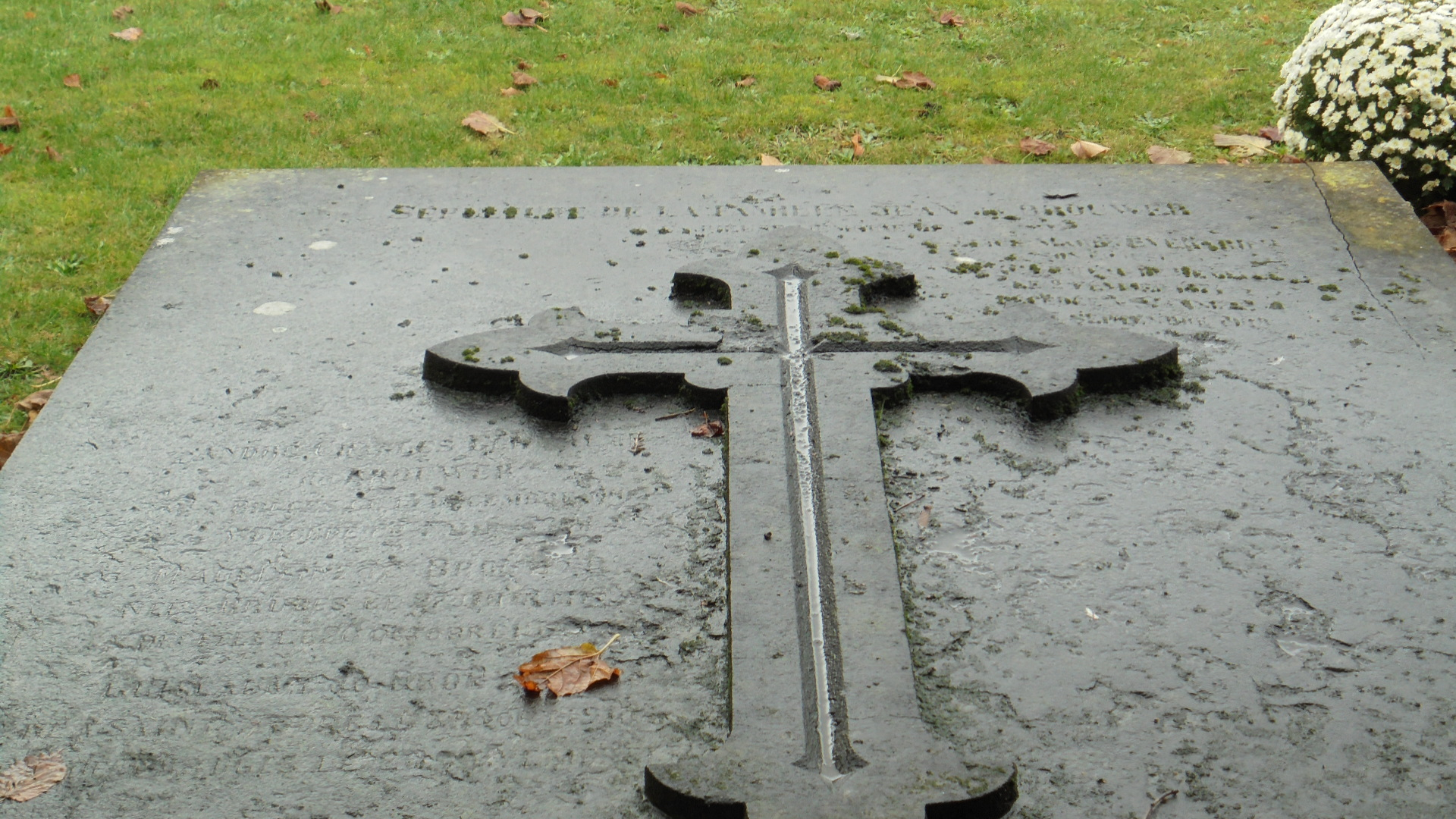
Grafsteen van de familie Jean de Brouwer op het kerkhof van Sint-Andries (Brugge) (4 november 2019)

## Biografie
Hij was een zoon van de industrieel Joseph de Brouwer en van Augusta Fraeys. Hij studeerde rechten aan de Katholieke Universiteit Leuven en schreef zich daarna in aan de Balie van Brugge. Hij was in 1894 een eerste maal gehuwd met Alice Everard (On, 1 februari 1874 - Sint-Andries (Brugge), 27 september 1908). Op 20 november hertrouwde hij met Jeanne Douxchamps, afkomstig uit Namen. Door huwelijken was de familie de Brouwer verwant met de Henegouwse familie Desclée, die o.m. aan de basis lag van de gasvoorziening in Tourcoing, Roubaix, Kortrijk en Brugge.
Jean de Brouwer was in 1897, samen met Henri Beernaert, mede-oprichter van de Société d'Horticulture Flandria. In die hoedanigheid was hij ook betrokken bij de organisatie van de Gentse Floraliën.
Nog in het Brugse wat hij stichter van de Briqueteries de la Côte en van de Société de Pêcheries Noordende.
In 1905 stichtte hij met zijn vader en zijn broer Joseph de Société pour l'Exploitation intercommunale du Gaz et de l'Électricité, afgekort Centrale Gaz et Électricité. In 1930 fusioneerden Centrale Gaz et Électricité, Compagnie du Gaz de Saint-Josse-ten-Noode en Société belge de distribution électrique tot Compagnie Générale de Gaz et d'Electricité, afgekort Gazelec.

## Industrieel
Behalve bij het beheer van de door hem of zijn familie opgerichte bedrijven, was hij ook betrokken bij talrijke andere ondernemingen, onder meer de bank Crédit Général liégeois, de verzekeringsmaatschappij La Continentale (Brussel), de Compagnie française coloniale et industrielle, de Compagnie Générale du Gaz pour la France et l'Étranger (Parisj), de Cokeries du Marly, enz.

### Mandaten
Le Recueil Financier van 1926 geeft een momentopname van de mandaten van Jean de Brouwer:
- Goudron et sous-produits (afgevaardigd beheerder)
- Société d'Horticulture Flandria (afgevaardigd beheerder)
- Société Centrale pour l'Exploitation intercommunale de l'Industrie du Gaz et de l'Electrité
- Intertropical Comfina
- Société Belge Chaleur et Lumière
- Chaudronnerie et Robinetterie belges (Chaurobel)
- Gaz de Saint-Josse-ten-Noode
- Société générale belge de Distribution électrique
- Immobilière du Katanga

In de krantenartikelen gepubliceerd naar aanleiding van zijn overlijden worden volgende functies vermeld:
- Voorzitter van Steenbakkerijen van de Kust (Oostende)
- Voorzitter van Mekanieke Steenbakkerij (Oudenburg)
- Voorzitter van de beheerraad van de bloemisterijen Flandria te Assebroek
- Voorzitter van Société Africana (Marokkaans filiaal van Flandria)
- Voorzitter van Immobilières de Casablanca
- Voorzitter van de beheerraad van de rederij Société brugeoise d'Armement à la Pêche Noordende (uitbating van visserij in Congo)
- Ere-voorzitter van Gazélec
- Voorzitter van de Vereniging der Belgische Industriëlen
- Beheerder van Société des Huiles, Goudrons et Dérivés
- Beheerder van Interbrabant
- Beheerder van Chaurobel
- Beheerder van Société générale de Culture
- Voorzitter van de Cercle Artistique

## Kunstliefhebber en mecenas
Voor 1905 hield Jean de Brouwer zich voornamelijk bezig met kunst. Hij was toen directeur van de Fabriek van Vlaams Aardewerk Den Uyl te Brugge en vertegenwoordigde België op de wereldtentoonstelling van 1904 in Saint-Louis (Missouri, VS), waar hij enkele kunstwerken uit zijn persoonlijke verzameling en een reproductie van zijn Vlaams salon tentoonstelde.
Als mecenas steunde hij artiesten als Nicolas de Staël en Zinaida Serebriakova.
Jean de Brouwer ontmoette Zinaida Serebriakova op de wereldtentoonstelling van Brussel in 1928 en nodigde haar uit om te schilderen in Marokko, waar hij belangen had in de immobiliën- en landbouwsector. Zij verbleef er tweemaal, in 1928 en in 1930. In 1936 bestelde hij bij haar allegorische panelen voor zijn landgoed in Ville-Pommerœul, bij Mons.
Hij maakte kennis met Nicolas de Staël in de jaren 1930 te Brussel, toen deze er nog aan de academie studeerde.. Ook bij hem bestelde hij een stuk voor de decoratie van zijn eigendom in Ville-Pommeroeul. En 1936 financierde hij de reis van Nicolas de Staël naar Marokko.

### Pottenbakkerij De Uil
De Pottenbakkerij De Uil (ook gekend onder de benamingen Den Uyl en Le Hibou) was volgens de beschikbare bronnen van 1909 tot 1932 actief langs de Steenkaai (nabij de Scheepsdalebrug) te Brugge. De vermelding, in een krantenartikel na zijn overlijden, van de activiteit van Jean de Brouwer bij Pottenbakkerij De Uil voor 1905 moet dus nader onderzocht worden. Hij was in elk geval bekend bij de Brugse pottenbakkerijen, want uit een factuur van 2 september 1908 blijkt dat hij betrokken was bij het laten bakken van aardewerk van Vande Voorde bij De Uil (Brugss Aardewerk Vande Voorde, p. 11).

## Titels en eretekens
- In de adelstand verheven met de titel van baron
- Grootofficier in de Leopoldsorde
- Grootofficier in de Kroonorde

Jean de Brouwer was ook ridder in de Orde van Sint-Gregorius de Grote (Heilige Stoel) en ridder in de Orde van Sint-Stanislaus (Keizerrijk Rusland). Hij kreeg de titel van ereconsul van Rusland te Brugge.

## Adressen
Bij de geboorte van Jean woonde de familie in de Academiestraat 11 te Brugge. Na zijn eerste huwelijk woonde hij in de Vlamingstraat. Rond 1900 was hij eigenaar van het huis De Visitatie in de Wulfhagestraat 18, dat hij door architect Karel De Wulf grondig liet verbouwen in Neorenaissance-stijl. Bij het overlijden van zijn eerste echtgenote was zijn adres Chalet des Houx, Gistelsesteenweg 316 in Sint-Andries (nu De Hulste, Koude-Keukenstraat 11). In 1927 woonde hij in de Witte Leertouwersstraat 1 (nu gekend als het Huis D'Hanins de Moerkerke), waar toen ook de hoofdzetel van Centrale Gaz et Électricité gevestigd was. Later verhuisde hij naar Brussel en had een buitenverblijf in Pommerœul. Op het einde van zijn leven woonde hij opnieuw te Brugge in de Scheepsdalelaan 16. Hij werd begraven in de familiekelder te Sint-Andries bij Brugge.